# Шорт, Апенера
Сэр Апенера Пера Шорт (англ. Sir Apenera Pera Short 4 февраля 1916, Раротонга, Новая Зеландия — 15 июня 2011, Мури Бич, Раротонга, Острова Кука) — политический деятель Островов Кука, представитель королевы Великобритании на Островах Кука (1990—2000).

## Биография
В 1951—1956 гг. работал школьным учителем в колледже Tereora в Аваруа.
В 1965 г. был избран членом Законодательного Собрания островов Кука и вошел в кабинет министров в качестве вице-премьера, занимая эту должность до 1978 г.
В 1990—2000 гг. — представитель королевы Великобритании на Островах Кука.